# Cat Cola
Cat Cola is een lokale Catalaans colamerk. De drank wordt sinds 2006 geproduceerd door Brasserie Milles in het noordelijk gelegen Rosselló en is daarmee de tweede specifiek Catalaanse cola.
De teksten op het etiket zijn enkel in het Catalaans. Verder zijn afbeeldingen te zien van het Castellet de Perpinyà en de kerktoren van Collioure, plus een rood-geel wapenschild dat het Catalaans nationalisme symboliseert. Cat Cola is een sterk regionaal georiënteerd product. De slogan van Cat Cola is Cat Cola - Le Cola Catalan.
Volgens Milles-eigenaar Laure Milles is de bedoeling om Cat Cola uiteindelijk ook te kunnen verspreiden naar het zuiden van Catalonië en de wijdere regio. Brasserie Milles is ook verantwoordelijk voor het Catalaanse bronwater Semillante.